# Нидерланды на летних Олимпийских играх 2016
Нидерланды на летних Олимпийских играх 2016 года были представлены в двадцати одном виде спорта.

## Медали
| Золото  | |                                                           |            |
| №       | Спортсмены | Вид спорта (дисциплина)                                   | Дата       |
| 1       | Анна ван дер Брегген | Велоспорт (групповая шоссейная гонка, женщины)            | 7 августа  |
| 2       | Майке Хеад Илсе Паулис | Академическая гребля (двойки парные, лёгкий вес, женщины) | 12 августа |
| 3       | Элис Лигтле | Велоспорт (кейрин, женщины)                               | 13 августа |
| 4       | Дориан ван Рейсселберге | Парусный спорт (RS:X, мужчины)                            | 14 августа |
| 5       | Шарон Ван Раувендал | Плавание (открытая вода, 10 километров, женщины)          | 15 августа |
| 6       | Санне Веверс | Спортивная гимнастика (бревно, женщины)                   | 15 августа |
| 7       | Марит Бауместер | Парусный спорт (Лазер Радиал, женщины)                    | 16 августа |
| 8       | Ферри Вертман | Плавание (открытая вода, 10 км, мужчины)                  | 16 августа |
| Серебро | |                                                           |            |
| №       | Спортсмены | Вид спорта (дисциплина)                                   | Дата       |
| 1       | Том Дюмулен | Велоспорт (раздельная шоссейная гонка, мужчины)           | 10 августа |
| 2       | Шанталь Ахтерберг Николь Бёкерс Инге Янссен Карлин Бау | Академическая гребля (четвёрки парные, женщины)           | 11 августа |
| 3       | Маттейс Бюхли | Велоспорт (кейрин, мужчины)                               | 16 августа |
| 4       | Дафне Схипперс | Лёгкая атлетика (бег на 200 метров, женщины)              | 17 августа |
| 5       | Йелле ван Горком | Велоспорт (BMX, мужчины)                                  | 19 августа |
| 6       | Женская сборная по хоккею на траве Наоми ван Ас Виллемейн Бос Ксан де Вард Лидевей Велтен Мария Версхорен Маргот ван Геффен Эва Де Гуде Карлин Дирксе ван дер Хёвел Келли Йонкер Марлус Кетелс Лаурин Лёринк Китти ван Мале Кайа ван Масаккер Мартье Паумен Джойс Сомбрук Эллен Хог | Хоккей на траве (женщины)                                 | 19 августа |
| 7       | Наухка Фонтейн | Бокс (до 75 кг, женщины)                                  | 21 августа |
| Бронза  | |                                                           |            |
| №       | Спортсмены | Вид спорта (дисциплина)                                   | Дата       |
| 1       | Аника ван Эмден | Дзюдо (до 63 кг, женщины)                                 | 9 августа  |
| 2       | Анна ван дер Брегген | Велоспорт (раздельная шоссейная гонка, женщины)           | 10 августа |
| 3       | Дирк Эйттенбогард Боаз Мейлинк Кай Хендрикс Будевейн Рёэлл Оливир Сигелар Тони Витен Мехил Верслёйс Петер Вирсум Роберт Люккен | Академическая гребля (восьмёрки, мужчины)                 | 13 августа |
| 4       | Александер Брауэр Роберт Меувсен | Пляжный волейбол (мужчины)                                | 18 августа |

## Состав сборной
Академическая гребля
1. Роэль Браас
2. Йорт ван Геннеп
3. Винсент ван дер Вант
4. Мехил Верслёйс
5. Говарт Виргевер
6. Петер Вирсум
7. Тони Витен
8. Оливир Сигелар
9. Харолд Ланген
10. Роберт Люккен
11. Боаз Мейлинк
12. Йорис Пейс
13. Будевейн Рёэлл
14. Митчел Стенман
15. Тимоти Хейброк
16. Кай Хендрикс
17. Петер ван Ши
18. Дирк Эйттенбогард
19. Бьорн ван ден Энде
20. Шанталь Ахтерберг
21. Карлин Бау
22. Клаудиа Белдербос
23. Николь Бёкерс
24. Йосе ван Вен
25. Вианка ван Дорп
26. Алетта Йорристма
27. Моника Ланц
28. Аэ-Ри Норт
29. Илсе Паулис
30. Карин Робберс
31. Оливия ван Ройен
32. Лис Рустенбург
33. Софи Сауэр
34. Майке Хеад
35. Эллен Хогерверф
36. Инге Янссен

 Бадминтон
1. Якко Арендс
2. Эфье Мускенс
3. Селена Пик

 Бокс
1. Энрико Лакрус
2. Петер Мюлленберг
3. Наухка Фонтейн

 Борьба
Вольная борьба
1. Джессика Бласка

Велоспорт
 Шоссейный велоспорт
1. Том Дюмулен
2. Стивен Крёйсвейк
3. Бауке Моллема
4. Ваут Пулс
5. Анна ван дер Брегген
6. Эллен ван Дейк
7. Аннемик ван Влётен
8. Марианна Вос

 Трековый велоспорт
1. Тео Бос
2. Йост ван дер Бург
3. Маттейс Бюхли
4. Тим Велдт
5. Вим Струтинга
6. Джеффри Хогланд
7. Нильс ван’т Хундердал
8. Ян-Виллем ван Шип
9. Кирстен Вилд
10. Элис Лигтле
11. Лаурине ван Риссен

 Маунтинбайк
1. Руди Хаутс
2. Анне Тепстра

 BMX
1. Тван ван Гендт
2. Йелле ван Горком
3. Ник Кимманн
4. Мерле ван Бентем
5. Лаура Смулдерс

 Волейбол
1. Марет Балкестейн
2. Ивон Белин
3. Анне Бёйс
4. Лаура Дейкема
5. Робин де Крёйф
6. Юдит Питерсен
7. Селесте Плак
8. Лоннеке Слютьес
9. Дебби Стам
10. Квинта Стенберген
11. Фемке Столтенборг
12. Мирте Схот

 Гандбол
1. Лойс Аббинг
2. Иветт Брох
3. Тесс Вестер
4. Мишель Гос
5. Корнелия Грот
6. Келли Дюлфер
7. Юрсваилли Лусиано
8. Ангела Малестейн
9. Санне ван Олфен
10. Эставана Полман
11. Мартина Сметс
12. Даник Снелдер
13. Лаура ван ден Хейден
14. Ясмина Янкович

 Гольф
1. Йост Лёйтен

 Дзюдо
1. Франк де Вит
2. Хенк Грол
3. Рой Мейер
4. Йерун Морен
5. Декс Эльмонт
6. Ноэль вант Энд
7. Мархинде Веркерк
8. Санне Верхаген
9. Ким Поллинг
10. Тесси Савелкоулс
11. Аника ван Эмден

 Конный спорт
1. Тео ван де Вендел
2. Майкел ван дер Влётен
3. Юр Врилинг
4. Эдвард Гал
5. Йерун Дуббелдам
6. Тим Липс
7. Ханс Петер Миндерхауд
8. Дидерик ван Сливхаут
9. Харри Смолдерс
10. Мерел Блом
11. Аделин Корнелиссен
12. Алис Набер-Лоземан

 Лёгкая атлетика
1. Соломон Бокари
2. Лимарвин Боневасия
3. Питер Браун
4. Джованни Кодрингтон
5. Чуранди Мартина
6. Абди Нагейе
7. Хенсли Паулина
8. Элко Синтниколас
9. Фабиан Флоран
10. Мелисса Букельман
11. Надин Брурсен
12. Йип Вастенбург
13. Анук Веттер
14. Надин Виссер
15. Лаура де Витте
16. Лизанна де Витте
17. Мадия Гафур
18. Андреа Делстра
19. Сюзан Кёйкен
20. Маурен Костер
21. Никки ван Лойверен
22. Фемке Плёйм
23. Ямиле Самуэль
24. Наоми Седней
25. Тесса ван Схаген
26. Дафне Схипперс
27. Сифан Хассан

 Настольный теннис
1. Ли Цзе
2. Ли Цзяо
3. Бритт Эрланд

 Парусный спорт
1. Дориан ван Рейсселберге
2. Рутгер ван Шарденбург
3. Коэн де Кёнинг
4. Питер-Ян Постма
5. Марит Бауместер
6. Аннемик Беккеринг
7. Аннелус ван Вен
8. Лилиан де Гёс
9. Аннетт Дютц
10. Афродите Зегерс-Киранаку
11. Манди Мюлдер

 Плавание
1. Мартен Бжосковский
2. Йоэри Верлинден
3. Себастиан Версхюрен
4. Ферри Вертман
5. Дион Дресенс
6. Кайл Столк
7. Бен Швитерт
8. Эсме Вермюлен
9. Инге Деккер
10. Дион Дресенс
11. Раноми Кромовидьойо
12. Мауд ван дер Мер
13. Робин Нойман
14. Шарон ван Раувендал
15. Маррит Стенберген
16. Кира Туссан
17. Фемке Хемскерк

 Пляжный волейбол
1. Александер Брауэр
2. Кристиан Варенхорст
3. Роберт Меувсен
4. Рейндер Нуммердор
5. Янтин ван дер Влист
6. Софи ван Гестел
7. Марлен ван Ирсел
8. Маделейн Меппелинк

 Прыжки в воду
1. Уши Фрайтаг

 Спортивная гимнастика
1. Джеффри Ваммес
2. Юри ван Гелдер
3. Барт Дёрло
4. Эпке Зондерланд
5. Франк Рейкен
6. Селин ван Гернер
7. Лике Веверс
8. Санне Веверс
9. Вера ван Пол
10. Эйтора Торсдоттир

 Стрельба из лука
1. Шеф ван ден Берг
2. Рик ван дер Вен
3. Митч Дилеманс

 Теннис
1. Жан-Жюльен Ройер
2. Робин Хасе
3. Кики Бертенс

 Триатлон
1. Рахел Кламер

 Тхэквондо
1. Ресхми Огинк

 Фехтование
1. Бас Вервейлен

 Хоккей на траве
1. Квота 1
2. Квота 2
3. Квота 3
4. Квота 4
5. Квота 5
6. Квота 6
7. Квота 7
8. Квота 8
9. Квота 9
10. Квота 10
11. Квота 11
12. Квота 12
13. Квота 13
14. Квота 14
15. Квота 15
16. Квота 16
17. Квота 17
18. Квота 18
19. Квота 19
20. Квота 20
21. Квота 21
22. Квота 22
23. Квота 23
24. Квота 24
25. Квота 25
26. Квота 26
27. Квота 27
28. Квота 28
29. Квота 29
30. Квота 30
31. Квота 31
32. Квота 32

## Результаты соревнований

### Академическая гребля
В следующий раунд из каждого заезда проходят несколько лучших экипажей (в зависимости от дисциплины). В отборочный заезд попадают спортсмены, выбывшие в предварительном раунде. В финал A выходят 6 сильнейших экипажей, остальные разыгрывают места в утешительных финалах B-F.
Мужчины
| Соревнование         | Спортсмены | Предварительный заезд | Предварительный заезд | Предварительный заезд | Отборочный заезд | Отборочный заезд | Отборочный заезд | Четвертьфинал | Четвертьфинал | Четвертьфинал | Полуфинал     | Полуфинал     | Полуфинал     | Финал   | Финал   | Итоговое место |
| Соревнование         | Спортсмены | Заезд                 | Время                 | Место                 | Заезд            | Время            | Место            | Заезд         | Время         | Место         | Заезд         | Время         | Место         | Время   | Место   | Итоговое место |
| -------------------- | --- | --------------------- | --------------------- | --------------------- | ---------------- | ---------------- | ---------------- | ------------- | ------------- | ------------- | ------------- | ------------- | ------------- | ------- | ------- | -------------- |
| двойки               | Роэль Браас Митчел Стенман | 2                     | 7:22,93               | 4                     | 1                | 6:34,16          | 1 Q              | не проводится | не проводится | не проводится | 1             | 6:26,94       | 4             | Финал B | Финал B | 8              |
| двойки               | Роэль Браас Митчел Стенман | 2                     | 7:22,93               | 4                     | 1                | 6:34,16          | 1 Q              | не проводится | не проводится | не проводится | 1             | 6:26,94       | 4             | 7:01,88 | 2       | 8              |
| четвёрки             | Харолд Ланген Петер ван Ши Винсент ван дер Вант Говарт Виргевер                                                                          | 1                     | 6:00,55               | 3 Q                   | не участвовали   | не участвовали   | не участвовали   | не проводится | не проводится | не проводится |               |               |               | Финал   | Финал   |                |
| четвёрки             | Харолд Ланген Петер ван Ши Винсент ван дер Вант Говарт Виргевер                                                                          | 1                     | 6:00,55               | 3 Q                   | не участвовали   | не участвовали   | не участвовали   | не проводится | не проводится | не проводится |               |               |               |         |         |                |
| четвёрки, лёгкий вес | Йорис Пейс Тимоти Хейброк Йорт ван Геннеп Бьорн ван ден Энде                                                                             | 3                     | 6:07,88               | 3 Q                   | не участвовали   | не участвовали   | не участвовали   | не проводится | не проводится | не проводится | 1             | 6:12,87       | 5 QB          | Финал B | Финал B |                |
| четвёрки, лёгкий вес | Йорис Пейс Тимоти Хейброк Йорт ван Геннеп Бьорн ван ден Энде                                                                             | 3                     | 6:07,88               | 3 Q                   | не участвовали   | не участвовали   | не участвовали   | не проводится | не проводится | не проводится | 1             | 6:12,87       | 5 QB          |         |         |                |
| восьмёрки            | Дирк Эйттенбогард Боаз Мейлинк Кай Хендрикс Будевейн Рёэлл Оливье Зигелар Тони Витен Мехил Верслёйс Петер Вирсум Роберт Люккен (рулевой) | 1                     | 5:36,16               | 2                     |                  |                  |                  | не проводится | не проводится | не проводится | не проводится | не проводится | не проводится | Финал   | Финал   |                |
| восьмёрки            | Дирк Эйттенбогард Боаз Мейлинк Кай Хендрикс Будевейн Рёэлл Оливье Зигелар Тони Витен Мехил Верслёйс Петер Вирсум Роберт Люккен (рулевой) | 1                     | 5:36,16               | 2                     |                  |                  |                  | не проводится | не проводится | не проводится | не проводится | не проводится | не проводится |         |         |                |

Женщины
| Соревнование              | Спортсмены | Предварительный заезд | Предварительный заезд | Предварительный заезд | Отборочный заезд | Отборочный заезд | Отборочный заезд | Четвертьфинал | Четвертьфинал | Четвертьфинал | Полуфинал      | Полуфинал      | Полуфинал      | Финал   | Финал   | Итоговое место |
| Соревнование              | Спортсмены | Заезд                 | Время                 | Место                 | Заезд            | Время            | Место            | Заезд         | Время         | Место         | Заезд          | Время          | Место          | Время   | Место   | Итоговое место |
| ------------------------- | --- | --------------------- | --------------------- | --------------------- | ---------------- | ---------------- | ---------------- | ------------- | ------------- | ------------- | -------------- | -------------- | -------------- | ------- | ------- | -------------- |
| двойки                    | Карин Робберс Алетта Йорристма | 1                     | 7:23,10               | 5                     | 1                | 8:03,07          | 5 QC             | не проводится | не проводится | не проводится | не участвовали | не участвовали | не участвовали | Финал С | Финал С |                |
| двойки                    | Карин Робберс Алетта Йорристма | 1                     | 7:23,10               | 5                     | 1                | 8:03,07          | 5 QC             | не проводится | не проводится | не проводится | не участвовали | не участвовали | не участвовали |         |         |                |
| двойки парные, лёгкий вес | Илсе Паулис Майке Хеад | 2                     | 6:57,28               | 1 Q                   | не участвовали   | не участвовали   | не участвовали   | не проводится | не проводится | не проводится | Полуфинал A/B  | Полуфинал A/B  | Полуфинал A/B  | Финал   | Финал   |                |
| двойки парные, лёгкий вес | Илсе Паулис Майке Хеад | 2                     | 6:57,28               | 1 Q                   | не участвовали   | не участвовали   | не участвовали   | не проводится | не проводится | не проводится |                |                |                |         |         |                |
| четвёрки парные           | Шанталь Ахтерберг Николь Бёкерс Инге Янссен Карлин Бау                                                                                     | 1                     | 6:38,58               | 3                     | 1                | 6:24,61          | 1 QA             | не проводится | не проводится | не проводится | не проводится  | не проводится  | не проводится  | Финал A | Финал A |                |
| четвёрки парные           | Шанталь Ахтерберг Николь Бёкерс Инге Янссен Карлин Бау                                                                                     | 1                     | 6:38,58               | 3                     | 1                | 6:24,61          | 1 QA             | не проводится | не проводится | не проводится | не проводится  | не проводится  | не проводится  |         |         |                |
| восьмёрки                 | Вианка ван Дорп Клаудиа Белдербос Лис Рустенбург Йосе ван Вен Эллен Хогерверф Софи Сауэр Моника Ланц Оливия ван Ройен Аэ-Ри Норт (рулевая) | 1                     | 6:14,36               | 2                     |                  |                  |                  | не проводится | не проводится | не проводится | не проводится  | не проводится  | не проводится  | Финал   | Финал   |                |
| восьмёрки                 | Вианка ван Дорп Клаудиа Белдербос Лис Рустенбург Йосе ван Вен Эллен Хогерверф Софи Сауэр Моника Ланц Оливия ван Ройен Аэ-Ри Норт (рулевая) | 1                     | 6:14,36               | 2                     |                  |                  |                  | не проводится | не проводится | не проводится | не проводится  | не проводится  | не проводится  |         |         |                |

### Бадминтон
Парный разряд
| Соревнование | Спортсмены              | Групповой этап | Групповой этап | Групповой этап | Групповой этап | 1/4 финала | 1/2 финала | Финал | Итоговое место |
| Соревнование | Спортсмены              | 1 матч         | 2 матч         | 3 матч         | Место          | 1/4 финала | 1/2 финала | Финал | Итоговое место |
| ------------ | ----------------------- | -------------- | -------------- | -------------- | -------------- | ---------- | ---------- | ----- | -------------- |
| женщины      | Эфье Мускенс Селена Пик | Группа         | Группа         | Группа         | Группа         |            |            |       |                |
| женщины      | Эфье Мускенс Селена Пик |                |                |                |                |            |            |       |                |
| микст        | Якко Арендс Селена Пик  | Группа         | Группа         | Группа         | Группа         |            |            |       |                |
| микст        | Якко Арендс Селена Пик  |                |                |                |                |            |            |       |                |

### Бокс
Квоты, завоёванные спортсменами являются именными. Если от одной страны путёвки на Игры завоюют два и более спортсмена, то право выбора боксёра предоставляется национальному Олимпийскому комитету. Соревнования по боксу проходят по системе плей-офф. Для победы в олимпийском турнире боксёру необходимо одержать либо четыре, либо пять побед в зависимости от жеребьёвки соревнований. Оба спортсмена, проигравшие в полуфинальных поединках, становятся обладателями бронзовых наград.
Мужчины
| Категория | Спортсмены       | Первый раунд          | Второй раунд               | Четвертьфинал        | Полуфинал            | Финал                | Место                |
| Категория | Спортсмены       | Соперник Результат    | Соперник Результат         | Соперник Результат   | Соперник Результат   | Соперник Результат   | Место                |
| --------- | ---------------- | --------------------- | -------------------------- | -------------------- | -------------------- | -------------------- | -------------------- |
| до 60 кг  | Энрико Лакрус    | TPEЛай Чжуэнь В 2:1   | MGLД. Отгондалай (3) П 1:2 | завершил выступление | завершил выступление | завершил выступление | завершил выступление |
| до 81 кг  | Петер Мюлленберг | IRIЭ. Рузбахани В 3:0 |                            |                      |                      |                      |                      |

Женщины
| Категория | Спортсмены     | Первый раунд       | Четвертьфинал      | Полуфинал          | Финал              | Место |
| Категория | Спортсмены     | Соперник Результат | Соперник Результат | Соперник Результат | Соперник Результат | Место |
| --------- | -------------- | ------------------ | ------------------ | ------------------ | ------------------ | ----- |
| до 75 кг  | Наухка Фонтейн |                    |                    |                    |                    |       |

### Борьба
В соревнованиях по борьбе, как и на предыдущих трёх Играх, будет разыгрываться 18 комплектов наград. По 6 у мужчин в вольной и греко-римской борьбе и 6 у женщин в вольной борьбе. Турнир пройдёт по олимпийской системе с выбыванием. В утешительный раунд попадают участники, проигравшие в своих поединках будущим финалистам соревнований. Каждый поединок состоит из двух раундов по 3 минуты, победителем становится спортсмен, набравший большее количество технических очков. По окончании схватки, в зависимости от результатов спортсменам начисляются классификационные очки.
Женщины
Вольная борьба
| Соревнование | Спортсмены      | Первый раунд       | 1/8 финала         | Четвертьфинал      | Полуфинал          | Финал              | Место |
| Соревнование | Спортсмены      | Соперник Результат | Соперник Результат | Соперник Результат | Соперник Результат | Соперник Результат | Место |
| ------------ | --------------- | ------------------ | ------------------ | ------------------ | ------------------ | ------------------ | ----- |
| до 48 кг     | Джессика Бласка |                    |                    |                    |                    |                    |       |

### Велоспорт

#### Шоссейный велоспорт
Мужчины
| Соревнование     | Спортсмены       | Время      | Место | Отставание |
| ---------------- | ---------------- | ---------- | ----- | ---------- |
| групповая гонка  | Бауке Моллема    | 6:13:36    | 17    | +3:31      |
| групповая гонка  | Стивен Крёйсвейк | 6:22:23    | 39    | +12:18     |
| групповая гонка  | Том Дюмулен      | DNF        | DNF   | DNF        |
| групповая гонка  | Ваут Пулс        | DNF        | DNF   | DNF        |
| раздельная гонка | Том Дюмулен      | 1:13:02,83 | 2     | +47,41     |

Женщины
| Соревнование     | Спортсмены           | Время    | Место | Отставание |
| ---------------- | -------------------- | -------- | ----- | ---------- |
| групповая гонка  | Анна ван дер Брегген | 3:51:27  | 1     | +0,00      |
| групповая гонка  | Марианна Вос         | 3:52:41  | 9     | +1:14      |
| групповая гонка  | Эллен ван Дейк       | 3:56:34  | 21    | +5:07      |
| групповая гонка  | Аннемик ван Флёйтен  | DNF      | DNF   | DNF        |
| раздельная гонка | Анна ван дер Брегген | 44:37,80 | 3     | +11,38     |
| раздельная гонка | Эллен ван Дейк       | 44:48,74 | 4     | +22,32     |

#### Трековый велоспорт
Командная гонка преследования
| Соревнование | Спортсмены                                                  | Квалификация | Квалификация | Полуфинал      | Полуфинал | Финал          | Место |
| Соревнование | Спортсмены                                                  | Время        | Место        | Соперник Время | Место     | Соперник Время | Место |
| ------------ | ----------------------------------------------------------- | ------------ | ------------ | -------------- | --------- | -------------- | ----- |
| мужчины      | Йост ван дер Бург Ян-Виллем ван Шип Вим Струтинга Тим Велдт |              |              |                |           |                |       |

Спринт
| Соревнование | Спортсмены         | Квалификация   | Квалификация | Раунд 1                 | Утешительный заезд       | Раунд 2                 | Утешительный заезд       | Четвертьфинал           | Полуфинал               | Финал                    | Место |
| Соревнование | Спортсмены         | Время Скорость | Место        | Соперник Время Скорость | Соперники Время Скорость | Соперник Время Скорость | Соперники Время Скорость | Соперник Время Скорость | Соперник Время Скорость | Соперники Время Скорость | Место |
| ------------ | ------------------ | -------------- | ------------ | ----------------------- | ------------------------ | ----------------------- | ------------------------ | ----------------------- | ----------------------- | ------------------------ | ----- |
| мужчины      | Тео Бос            |                |              |                         |                          |                         |                          |                         |                         |                          |       |
| мужчины      | Джеффри Хогланд    |                |              |                         |                          |                         |                          |                         |                         |                          |       |
| женщины      | Элис Лигтле        |                |              |                         |                          |                         |                          |                         |                         |                          |       |
| женщины      | Лаурине ван Риссен |                |              |                         |                          |                         |                          |                         |                         |                          |       |

Командный спринт
| Соревнование | Спортсмены                                                  | Квалификация   | Квалификация | Полуфинал               | Полуфинал | Финал                   | Место |
| Соревнование | Спортсмены                                                  | Время Скорость | Место        | Соперник Время Скорость | Место     | Соперник Время Скорость | Место |
| ------------ | ----------------------------------------------------------- | -------------- | ------------ | ----------------------- | --------- | ----------------------- | ----- |
| мужчины      | Тео Бос Маттейс Бюхли Джеффри Хогланд Нильс ван’т Хундердал |                |              |                         |           |                         |       |
| женщины      | Элис Лигтле Лаурине ван Риссен                              |                |              |                         |           |                         |       |

Кейрин
| Соревнование | Спортсмены         | Первый раунд | Первый раунд | Утешительный заезд | Утешительный заезд | Второй раунд | Второй раунд | Финал | Итоговое место |
| Соревнование | Спортсмены         | Заезд        | Место        | Заезд              | Место              | Заезд        | Место        | Место | Итоговое место |
| ------------ | ------------------ | ------------ | ------------ | ------------------ | ------------------ | ------------ | ------------ | ----- | -------------- |
| мужчины      | Маттейс Бюхли      |              |              |                    |                    |              |              |       |                |
| мужчины      | Тео Бос            |              |              |                    |                    |              |              |       |                |
| женщины      | Элис Лигтле        |              |              |                    |                    |              |              |       |                |
| женщины      | Лаурине ван Риссен |              |              |                    |                    |              |              |       |                |

Омниум
| Соревнование | Спортсмены   | Круг с хода | Круг с хода | Гонка по очкам | Гонка по очкам | Гонка с выбыванием | Гонка преследования | Гонка преследования | Скретч | Гит с места | Гит с места | Сумма очков | Итоговое место |
| Соревнование | Спортсмены   | Время       | Место       | Очки           | Место          | Место              | Время               | Место               | Место  | Время       | Место       | Сумма очков | Итоговое место |
| ------------ | ------------ | ----------- | ----------- | -------------- | -------------- | ------------------ | ------------------- | ------------------- | ------ | ----------- | ----------- | ----------- | -------------- |
| мужчины      | Тим Велдт    |             |             |                |                |                    |                     |                     |        |             |             |             |                |
| женщины      | Кирстен Вилд |             |             |                |                |                    |                     |                     |        |             |             |             |                |

#### Маунтинбайк
Мужчины
| Соревнование | Спортсмены | Время | Место | Отставание |
| ------------ | ---------- | ----- | ----- | ---------- |
| кросс-кантри | Руди Хаутс |       |       |            |

Женщины
| Соревнование | Спортсмены   | Время | Место | Отставание |
| ------------ | ------------ | ----- | ----- | ---------- |
| кросс-кантри | Анне Тепстра |       |       |            |

#### BMX
Мужчины
| Соревнование | Спортсмены       | Квалификация | Квалификация | 1\4 финала | 1\4 финала  | 1\4 финала  | 1\4 финала  | 1\4 финала  | 1\4 финала  | 1\4 финала | 1\4 финала | 1\2 финала | 1\2 финала  | 1\2 финала  | 1\2 финала  | 1\2 финала | 1\2 финала | Финал | Финал | Место |
| Соревнование | Спортсмены       | Время        | Место        | Заезд      | 1 гонка     | 2 гонка     | 3 гонка     | 4 гонка     | 5 гонка     | Всего      | Место      | Заезд      | 1 гонка     | 2 гонка     | 3 гонка     | Всего      | Место      | Финал | Финал | Место |
| Соревнование | Спортсмены       | Время        | Место        | Заезд      | Время Место | Время Место | Время Место | Время Место | Время Место | Всего      | Место      | Заезд      | Время Место | Время Место | Время Место | Всего      | Место      | Время | Место | Место |
| ------------ | ---------------- | ------------ | ------------ | ---------- | ----------- | ----------- | ----------- | ----------- | ----------- | ---------- | ---------- | ---------- | ----------- | ----------- | ----------- | ---------- | ---------- | ----- | ----- | ----- |
| BMX          | Йелле ван Горком |              |              |            |             |             |             |             |             |            |            |            |             |             |             |            |            |       |       |       |
| BMX          | Ник Кимманн      |              |              |            |             |             |             |             |             |            |            |            |             |             |             |            |            |       |       |       |
| BMX          | Тван ван Гендт   |              |              |            |             |             |             |             |             |            |            |            |             |             |             |            |            |       |       |       |

Женщины
| Соревнование | Спортсмены       | Квалификация | Квалификация | 1\2 финала | 1\2 финала  | 1\2 финала  | 1\2 финала  | 1\2 финала | 1\2 финала | Финал | Финал | Место |
| Соревнование | Спортсмены       | Время        | Место        | Заезд      | 1 гонка     | 2 гонка     | 3 гонка     | Всего      | Место      | Финал | Финал | Место |
| Соревнование | Спортсмены       | Время        | Место        | Заезд      | Время Место | Время Место | Время Место | Всего      | Место      | Время | Место | Место |
| ------------ | ---------------- | ------------ | ------------ | ---------- | ----------- | ----------- | ----------- | ---------- | ---------- | ----- | ----- | ----- |
| BMX          | Мерле ван Бентем |              |              |            |             |             |             |            |            |       |       |       |
| BMX          | Лаура Смулдерс   |              |              |            |             |             |             |            |            |       |       |       |

### Водные виды спорта

#### Плавание
В следующий раунд на каждой дистанции проходят спортсмены, показавшие лучший результат, независимо от места, занятого в своём заплыве.
Мужчины
| Дистанция                   | Спортсмены                                               | Предварительный раунд | Предварительный раунд | Предварительный раунд | Полуфинал                                                        | Полуфинал                                                        | Полуфинал                                                        | Финал                | Финал                |
| Дистанция                   | Спортсмены                                               | Заплыв                | Результат             | Место                 | Заплыв                                                           | Результат                                                        | Место                                                            | Результат            | Место                |
| --------------------------- | -------------------------------------------------------- | --------------------- | --------------------- | --------------------- | ---------------------------------------------------------------- | ---------------------------------------------------------------- | ---------------------------------------------------------------- | -------------------- | -------------------- |
| 100 метров вольным стилем   | Себастиан Версхюрен                                      | 6                     | 48,51                 | 12 Q                  | 1                                                                | 48,28                                                            | 10                                                               | завершил выступление | завершил выступление |
| 200 метров вольным стилем   | Себастиан Версхюрен                                      | 5                     | 1:46,32               | 8 Q                   | 1                                                                | 1:46,34                                                          | 11                                                               | завершил выступление | завершил выступление |
| 200 метров вольным стилем   | Дион Дресенс                                             | 6                     | 1:47,76               | 27                    | завершил выступление                                             | завершил выступление                                             | завершил выступление                                             | завершил выступление | завершил выступление |
| 400 метров вольным стилем   | Мартен Бжосковский                                       | 5                     | 3:48,00               | 18                    | не проводится                                                    | не проводится                                                    | не проводится                                                    | завершил выступление | завершил выступление |
| 100 метров баттерфляем      | Йоэри Верлинден                                          |                       |                       |                       |                                                                  |                                                                  |                                                                  |                      |                      |
| Эстафета                    | Предварительный раунд                                    | Предварительный раунд | Предварительный раунд | Предварительный раунд | Финал                                                            | Финал                                                            | Финал                                                            | Финал                | Финал                |
| Эстафета                    | Состав                                                   | Заплыв                | Результат             | Место                 | Состав                                                           | Состав                                                           | Состав                                                           | Результат            | Место                |
| 4×200 метров вольным стилем | Дион Дрессенс Кайл Столк Бен Швитерт Мартен Бржосковский | 1                     | 7:09,16               | 8 Q                   | Дион Дрессенс Мартен Бржосковский Кайл Столк Себастиан Версхюрен | Дион Дрессенс Мартен Бржосковский Кайл Столк Себастиан Версхюрен | Дион Дрессенс Мартен Бржосковский Кайл Столк Себастиан Версхюрен | 7:09,10              | 7                    |

Открытая вода
| Дистанция     | Спортсмены    | Результат | Место | Отставание |
| ------------- | ------------- | --------- | ----- | ---------- |
| 10 километров | Ферри Вертман |           |       |            |

Женщины
| Дистанция                        | Спортсмены                                                                                    | Предварительный раунд | Предварительный раунд | Предварительный раунд | Полуфинал                                                                                        | Полуфинал                                                                                        | Полуфинал                                                                                        | Финал                 | Финал                 |
| Дистанция                        | Спортсмены                                                                                    | Заплыв                | Результат             | Место                 | Заплыв                                                                                           | Результат                                                                                        | Место                                                                                            | Результат             | Место                 |
| -------------------------------- | --------------------------------------------------------------------------------------------- | --------------------- | --------------------- | --------------------- | ------------------------------------------------------------------------------------------------ | ------------------------------------------------------------------------------------------------ | ------------------------------------------------------------------------------------------------ | --------------------- | --------------------- |
| 50 метров вольным стилем         | Инге Деккер                                                                                   |                       |                       |                       |                                                                                                  |                                                                                                  |                                                                                                  |                       |                       |
| 50 метров вольным стилем         | Раноми Кромовидьойо                                                                           |                       |                       |                       |                                                                                                  |                                                                                                  |                                                                                                  |                       |                       |
| 100 метров вольным стилем        | Раноми Кромовидьойо                                                                           | 5                     | 53,43                 | 4 Q                   |                                                                                                  |                                                                                                  |                                                                                                  |                       |                       |
| 100 метров вольным стилем        | Фемке Хемскерк                                                                                | 4                     | 54,63                 | 20                    | завершила выступление                                                                            | завершила выступление                                                                            | завершила выступление                                                                            | завершила выступление | завершила выступление |
| 200 метров вольным стилем        | Фемке Хемскерк                                                                                | 6                     | 1:57,68               | 15 Q                  | 2                                                                                                | 1:57,82                                                                                          | 16                                                                                               | завершила выступление | завершила выступление |
| 200 метров вольным стилем        | Робин Нойман                                                                                  | 4                     | 1:59,23               | 26                    | завершила выступление                                                                            | завершила выступление                                                                            | завершила выступление                                                                            | завершила выступление | завершила выступление |
| 400 метров вольным стилем        | Шарон Ван Раувендал                                                                           | 4                     | 4:11,44               | 19                    | не проводится                                                                                    | не проводится                                                                                    | не проводится                                                                                    | завершила выступление | завершила выступление |
| 800 метров вольным стилем        | Шарон Ван Раувендал                                                                           |                       |                       |                       | не проводится                                                                                    | не проводится                                                                                    | не проводится                                                                                    |                       |                       |
| 100 метров на спине              | Кира Туссан                                                                                   | 5                     | 1:01,17               | 18                    | завершила выступление                                                                            | завершила выступление                                                                            | завершила выступление                                                                            | завершила выступление | завершила выступление |
| 200 метров комплексным плаванием | Маррит Стенберген                                                                             | 1                     | 2:16,59               | 34                    | завершила выступление                                                                            | завершила выступление                                                                            | завершила выступление                                                                            | завершила выступление | завершила выступление |
| Эстафета                         | Предварительный раунд                                                                         | Предварительный раунд | Предварительный раунд | Предварительный раунд | Финал                                                                                            | Финал                                                                                            | Финал                                                                                            | Финал                 | Финал                 |
| Эстафета                         | Состав                                                                                        | Заплыв                | Результат             | Место                 | Состав                                                                                           | Состав                                                                                           | Состав                                                                                           | Результат             | Место                 |
| 4×100 метров вольным стилем      | Инге Деккер (54,75) Маррит Стенберген (53,31) Мауд ван дер Мер (53,88) Фемке Хемскерк (54,00) | 1                     | 3:35,94               | 5 Q                   | Маррит Стенберген (54,29) Фемке Хемскерк (53,47) Инге Деккер (53,85) Раноми Кромовидьойо (52,20) | Маррит Стенберген (54,29) Фемке Хемскерк (53,47) Инге Деккер (53,85) Раноми Кромовидьойо (52,20) | Маррит Стенберген (54,29) Фемке Хемскерк (53,47) Инге Деккер (53,85) Раноми Кромовидьойо (52,20) | 3:33,81               | 4                     |
| 4×200 метров вольным стилем      | Маррит Стенберген Эсме Вермёлен Андреа Кнепперс Робин Нойман                                  | 1                     | 7:58,74               | 14                    | завершили выступление                                                                            | завершили выступление                                                                            | завершили выступление                                                                            | завершили выступление | завершили выступление |

Открытая вода
| Дистанция     | Спортсмены          | Результат | Место | Отставание |
| ------------- | ------------------- | --------- | ----- | ---------- |
| 10 километров | Шарон Ван Раувендал |           |       |            |

#### Прыжки в воду
Женщины
| Соревнование      | Спортсмены  | Предварительный раунд | Предварительный раунд | Полуфинал | Полуфинал | Финал     | Финал |
| Соревнование      | Спортсмены  | Результат             | Место                 | Результат | Место     | Результат | Место |
| ----------------- | ----------- | --------------------- | --------------------- | --------- | --------- | --------- | ----- |
| трамплин, 3 метра | Уши Фрайтаг |                       |                       |           |           |           |       |

### Волейбол

#### Волейбол

##### Женщины
Женская сборная Нидерландов квалифицировалась на Игры, заняв второе место по итогам мирового квалификационного турнира.
Состав команды
| Номер                   | Имя                     | Дата рождения           | Рост, см                | Клуб                    | Игры                    | Очки                    | Очки                    | Очки                    | Всего очков             |
| Номер                   | Имя                     | Дата рождения           | Рост, см                | Клуб                    | Игры                    | Атака                   | Подача                  | Блок                    | Всего очков             |
| Центральные блокирующие | Центральные блокирующие | Центральные блокирующие | Центральные блокирующие | Центральные блокирующие | Центральные блокирующие | Центральные блокирующие | Центральные блокирующие | Центральные блокирующие | Центральные блокирующие |
| ----------------------- | ----------------------- | ----------------------- | ----------------------- | ----------------------- | ----------------------- | ----------------------- | ----------------------- | ----------------------- | ----------------------- |
|                         |                         |                         |                         |                         |                         |                         |                         |                         |                         |
| Связующие               |                         |                         |                         |                         |                         |                         |                         |                         |                         |
|                         |                         |                         |                         |                         |                         |                         |                         |                         |                         |
| Диагональные            |                         |                         |                         |                         |                         |                         |                         |                         |                         |
|                         |                         |                         |                         |                         |                         |                         |                         |                         |                         |
| Доигровщики             |                         |                         |                         |                         |                         |                         |                         |                         |                         |
|                         |                         |                         |                         |                         |                         |                         |                         |                         |                         |
| Либеро                  |                         |                         |                         |                         |                         |                         |                         |                         |                         |
|                         |                         |                         |                         |                         |                         |                         |                         |                         |                         |

| Имя               | Гражданство | Дата рождения    |
| ----------------- | ----------- | ---------------- |
| Джованни Гвидетти | Италия      | 20 сентября 1972 |

Результаты
Групповой этап (Группа B)
|                | Матчи | Матчи | Очки | Сеты | Сеты | Сеты  | Мячи | Мячи | Мячи  |
| В              | П     | В     | Очки | П    | В:П  | В     | П    | В:П  |       |
| -------------- | ----- | ----- | ---- | ---- | ---- | ----- | ---- | ---- | ----- |
| 1. США         | 5     | 0     | 14   | 15   | 5    | 3,000 | 470  | 400  | 1,175 |
| 2. Нидерланды  | 4     | 1     | 11   | 14   | 7    | 2,000 | 455  | 425  | 1,070 |
| 3. Сербия      | 3     | 2     | 10   | 12   | 6    | 2,000 | 410  | 394  | 1,041 |
| 4. Китай       | 2     | 3     | 7    | 9    | 9    | 1,000 | 398  | 389  | 1,023 |
| 5. Италия      | 1     | 4     | 3    | 4    | 12   | 0,333 | 351  | 374  | 0,939 |
| 6. Пуэрто-Рико | 0     | 5     | 0    | 0    | 15   | 0,000 | 277  | 379  | 0,731 |

| 6 августа 2016 11:35 UTC-3 |

| Китай                                        | 2:3  | Нидерланды         |
| (23:25, 25:21, 25:18, 22:25, 13:15) Протокол |      |                    |
| Чжу Тин 24                                   | Очки | 26 Лоннеке Слютьес |

| Мараканазинью, Рио-де-Жанейро Зрителей: 6410 Судьи: Сусана Родригес, Пауло Турки |

| 8 августа 2016 15:00 UTC-3 |

| США                                        | 3:2  | Нидерланды         |
| (18:25, 25:18, 21:25 25:20, 15:8) Протокол |      |                    |
| Келли Мёрфи 18                             | Очки | 21 Лоннеке Слютьес |

| Мараканазинью, Рио-де-Жанейро Зрителей: 5455 Судьи: Мохаммад Шахмири, Юрай Мокрый |

| 10 августа 2016 11:35 UTC-3 |

| Италия                         | 0:3  | Нидерланды   |
| (21:25, 20:25, 20:25) Протокол |      |              |
| Паола Эгону 12                 | Очки | 19 Анне Бёйс |

| Мараканазинью, Рио-де-Жанейро Зрителей: 5539 Судьи: Юрай Мокрый, Наср Шаабан |

#### Пляжный волейбол
Мужчины
| Соревнование | Спортсмены                            | Групповой этап                              | Групповой этап                                     | Групповой этап                         | Групповой этап | 1/8 финала     | Четвертьфинал  | Полуфинал      | Финал          | Место |
| Соревнование | Спортсмены                            | Соперники Счёт                              | Соперники Счёт                                     | Соперники Счёт                         | Место          | Соперники Счёт | Соперники Счёт | Соперники Счёт | Соперники Счёт | Место |
| ------------ | ------------------------------------- | ------------------------------------------- | -------------------------------------------------- | -------------------------------------- | -------------- | -------------- | -------------- | -------------- | -------------- | ----- |
| мужчины      | Александер Брауэр Роберт Меувсен      | Группа B                                    | Группа B                                           | Группа B                               | Группа B       |                |                |                |                |       |
| мужчины      | Александер Брауэр Роберт Меувсен      | RUSД. Барсук / Н. Лямин В 21:15, 21:14      | GERМ. Бёккерман / Л. Флюгген В 21:19, 17:21, 16:14 | POLП. Кантор / Б. Лосяк В 21:19, 21:19 | 1 Q            |                |                |                |                |       |
| мужчины      | Рейндер Нуммердор Кристиан Варенхорст | Группа E                                    | Группа E                                           | Группа E                               | Группа E       |                |                |                |                |       |
| мужчины      | Рейндер Нуммердор Кристиан Варенхорст | CHIЭ. Гримальт / М. Гримальт В 21:16, 21:13 | POLГ. Фиялек / М. Прудель В 21:17, 19:21, 15:9     | RUSК. Семёнов / В. Красильников :      |                |                |                |                |                |       |

Женщины
| Соревнование | Спортсмены                          | Групповой этап                          | Групповой этап                           | Групповой этап                                 | Групповой этап | 1/8 финала     | Четвертьфинал  | Полуфинал      | Финал          | Место |
| Соревнование | Спортсмены                          | Соперники Счёт                          | Соперники Счёт                           | Соперники Счёт                                 | Место          | Соперники Счёт | Соперники Счёт | Соперники Счёт | Соперники Счёт | Место |
| ------------ | ----------------------------------- | --------------------------------------- | ---------------------------------------- | ---------------------------------------------- | -------------- | -------------- | -------------- | -------------- | -------------- | ----- |
| женщины      | Маделейн Меппелинк Марлен ван Ирсел | Группа F                                | Группа F                                 | Группа F                                       | Группа F       |                |                |                |                |       |
| женщины      | Маделейн Меппелинк Марлен ван Ирсел | VENН. Агудо / О. Пасо В 21:17, 21:11    | CRCН. Альфаро / К. Шарлес В 21:16, 21:16 | AUSЛ. Боуден / Т. Клэнси П 25:27, 21:18, 14:16 | 2 Q            |                |                |                |                |       |
| женщины      | Софи ван Гестел Янтин ван дер Влист | Группа E                                | Группа E                                 | Группа E                                       | Группа E       |                |                |                |                |       |
| женщины      | Софи ван Гестел Янтин ван дер Влист | CANХ. Бейнсли / С. Паван П 15:21, 17:21 | GERК. Боргер / Б. Бюте П 19:21, 14:21    | SUIЙ. Хайдрих / Н. Цумкер :                    |                |                |                |                |                |       |

### Гандбол

#### Женщины
Женская сборная Нидерландов квалифицировалась на Игры, заняв первое место в квалификационном турнире, который прошёл с 18 по 20 марта 2016 года в Меце.
Состав
| Номер         | Имя     | Дата рождения | Рост, см | Вес, кг | Клуб    | Игры    | Голы    |
| Вратари       | Вратари | Вратари       | Вратари  | Вратари | Вратари | Вратари | Вратари |
| ------------- | ------- | ------------- | -------- | ------- | ------- | ------- | ------- |
|               |         |               |          |         |         |         |         |
| Крайние       |         |               |          |         |         |         |         |
|               |         |               |          |         |         |         |         |
| Разыгрывающие |         |               |          |         |         |         |         |
|               |         |               |          |         |         |         |         |
| Полусредние   |         |               |          |         |         |         |         |
|               |         |               |          |         |         |         |         |
| Линейные      |         |               |          |         |         |         |         |
|               |         |               |          |         |         |         |         |

| Имя         | Гражданство | Дата рождения    |
| ----------- | ----------- | ---------------- |
| Хенк Грунер | Нидерланды  | 29 сентября 1960 |

Результаты
Групповой этап (Группа B)
| Место | Команда          | И | В | Н | П | ГЗ  | ГП  | +/- | Очки |
| ----- | ---------------- | - | - | - | - | --- | --- | --- | ---- |
| 1     | Россия           | 5 | 5 | 0 | 0 | 165 | 147 | +18 | 10   |
| 2     | Франция          | 5 | 4 | 0 | 1 | 118 | 93  | +25 | 8    |
| 3     | Швеция           | 5 | 2 | 1 | 2 | 150 | 141 | +9  | 5    |
| 4     | Нидерланды       | 5 | 1 | 2 | 2 | 135 | 135 | 0   | 4    |
| 5     | Республика Корея | 5 | 1 | 1 | 3 | 130 | 136 | -6  | 3    |
| 6     | Аргентина        | 5 | 0 | 0 | 5 | 101 | 147 | -46 | 0    |

| 6 августа 2016 11:30 UTC-3 | Нидерланды                                      | 14:18  | Франция                            | Арена ду Футуру, Рио-де-Жанейро Зрителей: 8452 Судьи: Рёэн, Арнтсен (NOR) |
| 6 августа 2016 11:30 UTC-3 | Лаура ван дер Хейден, Лойс Аббинг, Никке Грот 3 | (6:10) | 5 Александра Лакрабер, Алисон Пино | Арена ду Футуру, Рио-де-Жанейро Зрителей: 8452 Судьи: Рёэн, Арнтсен (NOR) |
| 6 августа 2016 11:30 UTC-3 | 5× 3×                                           | Отчёт  | 3×                                 | Арена ду Футуру, Рио-де-Жанейро Зрителей: 8452 Судьи: Рёэн, Арнтсен (NOR) |

| 8 августа 2016 19:50 UTC-3 | Аргентина         | 18:26  | Нидерланды         | Арена ду Футуру, Рио-де-Жанейро Зрителей: 8975 Судьи: Мусавиан, Колахдузан (IRI) |
| 8 августа 2016 19:50 UTC-3 | Лусиана Мендоса 3 | (9:13) | 6 Эставана Польман | Арена ду Футуру, Рио-де-Жанейро Зрителей: 8975 Судьи: Мусавиан, Колахдузан (IRI) |
| 8 августа 2016 19:50 UTC-3 | 5× 3×             | Отчёт  | 10× 3×             | Арена ду Футуру, Рио-де-Жанейро Зрителей: 8975 Судьи: Мусавиан, Колахдузан (IRI) |

| 10 августа 2016 19:50 UTC-3 | Нидерланды | − : − | Республика Корея | Фьючер Арена, Рио-де-Жанейро |
| 10 августа 2016 19:50 UTC-3 |            |       |                  | Фьючер Арена, Рио-де-Жанейро |
| 10 августа 2016 19:50 UTC-3 |            |       |                  | Фьючер Арена, Рио-де-Жанейро |

| 12 августа 2016 11:30 UTC-3 | Швеция | − : − | Нидерланды | Фьючер Арена, Рио-де-Жанейро |
| 12 августа 2016 11:30 UTC-3 |        |       |            | Фьючер Арена, Рио-де-Жанейро |
| 12 августа 2016 11:30 UTC-3 |        |       |            | Фьючер Арена, Рио-де-Жанейро |

| 14 августа 2016 14:40 UTC-3 | Нидерланды | − : − | Россия | Фьючер Арена, Рио-де-Жанейро |
| 14 августа 2016 14:40 UTC-3 |            |       |        | Фьючер Арена, Рио-де-Жанейро |
| 14 августа 2016 14:40 UTC-3 |            |       |        | Фьючер Арена, Рио-де-Жанейро |

### Гимнастика

#### Спортивная гимнастика
В квалификационном раунде проходил отбор, как в финал командного многоборья, так и в финалы личных дисциплин. В финал индивидуального многоборья отбиралось 24 спортсмена с наивысшими результатами, а в финалы отдельных упражнений по 8 спортсменов, причём в финале личных дисциплин страна не могла быть представлена более, чем 2 спортсменами. В командном многоборье в квалификации на каждом снаряде выступали по 4 спортсмена, а в зачёт шли три лучших результата. В финале командных соревнований на каждом снаряде выступало по три спортсмена и все три результата шли в зачёт.
Мужчины
Многоборья
| Соревнование         | Спортсмены      | Квалификация        | Квалификация | Квалификация | Квалификация   | Квалификация        | Квалификация | Квалификация | Квалификация | Финал                 | Финал                 | Финал                 | Финал                 | Финал                 | Финал                 | Финал                 | Финал                 |
| Соревнование         | Спортсмены      | Вольные выступления | Конь         | Кольца       | Опорный прыжок | Параллельные брусья | Перекладина  | Всего        | Место        | Вольные выступления   | Конь                  | Кольца                | Опорный прыжок        | Параллельные брусья   | Перекладина           | Всего                 | Место                 |
| -------------------- | --------------- | ------------------- | ------------ | ------------ | -------------- | ------------------- | ------------ | ------------ | ------------ | --------------------- | --------------------- | --------------------- | --------------------- | --------------------- | --------------------- | --------------------- | --------------------- |
| личное многоборье    | Барт Дёрло      | 14,000              | 14,200       | 14,266       | 14,858         | 14,566              | 15,100       | 86,990       | 14 Q         | 14,666                | 14,733                | 14,633                | 14,700                | 14,300                | 14,566                | 87,598                | 15                    |
| личное многоборье    | Франк Рейкен    | 13,866              | 13,966       | 13,700       | 14,200         | 14,500              | 14,033       | 84,265       | 33           | завершил выступление  | завершил выступление  | завершил выступление  | завершил выступление  | завершил выступление  | завершил выступление  | завершил выступление  | завершил выступление  |
| личное многоборье    | Джеффри Ваммес  | 14,533              | 11,933       | 12,941       | 14,900         | 14,333              | 14,066       | 82,706       | 40           | завершил выступление  | завершил выступление  | завершил выступление  | завершил выступление  | завершил выступление  | завершил выступление  | завершил выступление  | завершил выступление  |
| командное многоборье | Барт Дёрло      | 14,000              | 14,200       | 14,266       | 14,858         | 14,566              | 15,100       |              |              | завершили выступление | завершили выступление | завершили выступление | завершили выступление | завершили выступление | завершили выступление | завершили выступление | завершили выступление |
| командное многоборье | Франк Рейкен    | 13,866              | 13,966       | 13,700       | 14,200         | 14,500              | 14,033       |              |              | завершили выступление | завершили выступление | завершили выступление | завершили выступление | завершили выступление | завершили выступление | завершили выступление | завершили выступление |
| командное многоборье | Юри ван Гелдер  |                     |              | 15,333       |                |                     |              |              |              | завершили выступление | завершили выступление | завершили выступление | завершили выступление | завершили выступление | завершили выступление | завершили выступление | завершили выступление |
| командное многоборье | Джеффри Ваммес  | 14,533              | 11,933       | 12,941       | 14,900         | 14,333              | 14,066       |              |              | завершили выступление | завершили выступление | завершили выступление | завершили выступление | завершили выступление | завершили выступление | завершили выступление | завершили выступление |
| командное многоборье | Эпке Зондерланд |                     |              |              |                |                     | 15,366       |              |              | завершили выступление | завершили выступление | завершили выступление | завершили выступление | завершили выступление | завершили выступление | завершили выступление | завершили выступление |
| командное многоборье | всего           | 42,399              | 40,099       | 43,299       | 43,958         | 43,399              | 44,532       | 257,686      | 10           | завершили выступление | завершили выступление | завершили выступление | завершили выступление | завершили выступление | завершили выступление | завершили выступление | завершили выступление |

Индивидуальные упражнения
| Соревнование        | Спортсмены      | Квалификация | Квалификация | Финал                | Финал                |
| Соревнование        | Спортсмены      | Очки         | Место        | Очки                 | Место                |
| ------------------- | --------------- | ------------ | ------------ | -------------------- | -------------------- |
| вольные упражнения  | Джеффри Ваммес  | 14,533       | 29           | завершил выступление | завершил выступление |
| вольные упражнения  | Барт Дёрло      | 14,000       | 46           | завершил выступление | завершил выступление |
| вольные упражнения  | Франк Рейкен    | 13,866       | 52           | завершил выступление | завершил выступление |
| конь                | Барт Дёрло      | 14,200       | 36           | завершил выступление | завершил выступление |
| конь                | Франк Рейкен    | 13,966       | 43           | завершил выступление | завершил выступление |
| конь                | Джеффри Ваммес  | 11,933       | 70           | завершил выступление | завершил выступление |
| кольца              | Юри ван Гелдер  | 15,333       | 8 Q          |                      |                      |
| кольца              | Барт Дёрло      | 14,266       | 35           | завершил выступление | завершил выступление |
| кольца              | Франк Рейкен    | 13,700       | 54           | завершил выступление | завершил выступление |
| кольца              | Джеффри Ваммес  | 12,941       | 69           | завершил выступление | завершил выступление |
| параллельные брусья | Барт Дёрло      | 14,566       | 42           | завершил выступление | завершил выступление |
| параллельные брусья | Франк Рейкен    | 14,500       | 44           | завершил выступление | завершил выступление |
| параллельные брусья | Джеффри Ваммес  | 14,333       | 47           | завершил выступление | завершил выступление |
| перекладина         | Эпке Зондерланд | 15,366       | 3 Q          |                      |                      |
| перекладина         | Барт Дёрло      | 15,100       | 10           | завершил выступление | завершил выступление |
| перекладина         | Джеффри Ваммес  | 14,066       | 41           | завершил выступление | завершил выступление |
| перекладина         | Франк Рейкен    | 14,033       | 45           | завершил выступление | завершил выступление |

Женщины
Многоборья
| Соревнование         | Спортсмены         | Квалификация   | Квалификация        | Квалификация | Квалификация       | Квалификация | Квалификация | Финал                 | Финал                 | Финал                 | Финал                 | Финал                 | Финал                 |
| Соревнование         | Спортсмены         | Опорный прыжок | Разновысокие брусья | Бревно       | Вольные упражнения | Всего        | Место        | Опорный прыжок        | Разновысокие брусья   | Бревно                | Вольные упражнения    | Всего                 | Место                 |
| -------------------- | ------------------ | -------------- | ------------------- | ------------ | ------------------ | ------------ | ------------ | --------------------- | --------------------- | --------------------- | --------------------- | --------------------- | --------------------- |
| личное многоборье    | Эйтора Торсдоуттир | 14,900         | 14,733              | 14,300       | 13,633             | 57,566       | 8 Q          |                       |                       |                       |                       |                       |                       |
| личное многоборье    | Лике Веверс        | 13,966         | 14,600              | 14,366       | 13,850             | 56,782       | 17 Q         |                       |                       |                       |                       |                       |                       |
| личное многоборье    | Селин ван Гернер   | 13,766         | 14,533              | 13,800       | 13,716             | 55,815       | 25           | завершила выступление | завершила выступление | завершила выступление | завершила выступление | завершила выступление | завершила выступление |
| командное многоборье | Селин ван Гернер   | 13,766         | 14,533              | 13,800       | 13,716             |              |              |                       | 14,400                |                       |                       |                       |                       |
| командное многоборье | Вера ван Пол       | 14,266         |                     |              | 13,500             |              |              | 14,100                |                       |                       |                       |                       |                       |
| командное многоборье | Эйтора Торсдоуттир | 14,900         | 14,733              | 14,300       | 13,633             |              |              | 15,000                | 14,733                | 14,566                | 13,900                |                       |                       |
| командное многоборье | Лике Веверс        | 13,966         | 14,600              | 14,366       | 13,850             |              |              | 13,933                |                       | 14,266                | 13,833                |                       |                       |
| командное многоборье | Санне Веверс       |                | 14,408              | 15,066       |                    |              |              |                       | 14,533                | 15,250                |                       |                       |                       |
| командное многоборье | всего              | 43,132         | 43,866              | 43,732       | 41,199             | 171,929      | 8 Q          | 43,033                | 43,666                | 44,082                | 41,666                | 172,447               | 7                     |

Индивидуальные упражнения
| Соревнование        | Спортсмены         | Квалификация | Квалификация | Финал                 | Финал                 |
| Соревнование        | Спортсмены         | Очки         | Место        | Очки                  | Место                 |
| ------------------- | ------------------ | ------------ | ------------ | --------------------- | --------------------- |
| разновысокие брусья | Эйтора Торсдоуттир | 14,733       | 21           | завершила выступление | завершила выступление |
| разновысокие брусья | Лике Веверс        | 14,600       | 27           | завершила выступление | завершила выступление |
| разновысокие брусья | Селин ван Гернер   | 14,533       | 29           | завершила выступление | завершила выступление |
| разновысокие брусья | Санне Веверс       | 14,408       | 32           | завершила выступление | завершила выступление |
| бревно              | Санне Веверс       | 15,066       | 4 Q          |                       |                       |
| бревно              | Лике Веверс        | 14,366       | 16           | завершила выступление | завершила выступление |
| бревно              | Эйтора Торсдоуттир | 14,300       | 18           | завершила выступление | завершила выступление |
| бревно              | Селин ван Гернер   | 13,800       | 35           | завершила выступление | завершила выступление |
| вольные упражнения  | Лике Веверс        | 13,850       | 27           | завершила выступление | завершила выступление |
| вольные упражнения  | Селин ван Гернер   | 13,716       | 31           | завершила выступление | завершила выступление |
| вольные упражнения  | Эйтора Торсдоуттир | 13,633       | 36           | завершила выступление | завершила выступление |
| вольные упражнения  | Вера ван Пол       | 13,500       | 40           | завершила выступление | завершила выступление |

### Гольф
Последний раз соревнования по гольфу в рамках Олимпийских игр проходили в 1904 году. Соревнования гольфистов пройдут на 18-луночном поле, со счётом 72 пар. Каждый участник пройдёт все 18 лунок по 4 раза.
Мужчины
| Соревнование | Спортсмены  | Первый раунд | Первый раунд | Второй раунд | Второй раунд | Третий раунд | Третий раунд | Четвёртый раунд | Четвёртый раунд | Итоговый результат | Итоговое место |
| Соревнование | Спортсмены  | Очки         | Место        | Очки         | Место        | Очки         | Место        | Очки            | Место           | Итоговый результат | Итоговое место |
| ------------ | ----------- | ------------ | ------------ | ------------ | ------------ | ------------ | ------------ | --------------- | --------------- | ------------------ | -------------- |
| мужчины      | Йост Лёйтен |              |              |              |              |              |              |                 |                 |                    |                |

### Дзюдо
Соревнования по дзюдо проводились по системе с выбыванием. В утешительные раунды попадали спортсмены, проигравшие полуфиналистам турнира. Два спортсмена, одержавших победу в утешительном раунде, в поединке за бронзу сражались с дзюдоистами, проигравшими в полуфинале.
Мужчины
| Категория    | Спортсмены       | 1/32 финала        | 1/16 финала                 | 1/8 финала              | Четвертьфинал        | Полуфинал            | Финал                | Место |
| Категория    | Спортсмены       | Соперник Результат | Соперник Результат          | Соперник Результат      | Соперник Результат   | Соперник Результат   | Соперник Результат   | Место |
| ------------ | ---------------- | ------------------ | --------------------------- | ----------------------- | -------------------- | -------------------- | -------------------- | ----- |
| до 60 кг     | Йерун Морен      | не участвовал      | RUSБ. Мудранов П 000:002    | завершил выступление    | завершил выступление | завершил выступление | завершил выступление | 17    |
| до 73 кг     | Декс Элмонт      | не участвовал      | UZBМ. Шарипов В 010:000     | HUNМ. Унгвари П 000:100 | завершил выступление | завершил выступление | завершил выступление | 9     |
| до 81 кг     | Франк де Вит     | не участвовал      | BULИ. Иванов П 000:110      | завершил выступление    | завершил выступление | завершил выступление | завершил выступление | 17    |
| до 90 кг     | Ноэль ван ’т Энд | не участвовал      | MGLЛ. Отгонбаатар П 000:100 | завершил выступление    | завершил выступление | завершил выступление | завершил выступление | 17    |
| до 100 кг    | Хенк Грол        |                    |                             |                         |                      |                      |                      |       |
| свыше 100 кг | Рой Мейер        |                    |                             |                         |                      |                      |                      |       |

Женщины
| Категория   | Спортсмены       | 1/16 финала                  | 1/8 финала                  | Четвертьфинал             | Полуфинал                     | Финал                 | Место |
| Категория   | Спортсмены       | Соперник Результат           | Соперник Результат          | Соперник Результат        | Соперник Результат            | Соперник Результат    | Место |
| ----------- | ---------------- | ---------------------------- | --------------------------- | ------------------------- | ----------------------------- | --------------------- | ----- |
| до 57 кг    | Санне Верхаген   | SENО. Дьедью В 100:000       | MGLД. Сумъяа П 000s1:000    | завершила выступление     | завершила выступление         | завершила выступление | 9     |
| до 63 кг    | Аника ван Эмден  | RUSЕ. Валькова В 000s1:000s3 | GBRА. Шлезингер В 000:000s1 | FRAК. Агбеньену П 000:101 | Турнир за 3-е место           | Турнир за 3-е место   | 3     |
| до 63 кг    | Аника ван Эмден  | RUSЕ. Валькова В 000s1:000s3 | GBRА. Шлезингер В 000:000s1 | FRAК. Агбеньену П 000:101 | AUTК. Унтервурцахер В 001:000 | BRAМ. Силва В 001:000 | 3     |
| до 70 кг    | Ким Поллинг      | не участвовала               | JPNХ. Татимото П 001:002    | завершила выступление     | завершила выступление         | завершила выступление | 9     |
| до 78 кг    | Мархинде Веркерк |                              |                             |                           |                               |                       |       |
| свыше 78 кг | Тесси Савелкоулс |                              |                             |                           |                               |                       |       |

### Конный спорт
Выездка
Соревнования по выездке включали в себе три теста высшего уровня сложности по системе Международной федерации конного спорта (FEI): Большой Приз (англ. Grand Prix), Переездка Большого Приза (англ. Grand Prix Special) и КЮР Большого приза (англ. Grand Prix Freestyle). Итоговая оценка в каждом из тестов рассчитывалась, как среднее арифметическое значение оценок семи судей. В командный зачёт шли результаты Большого Приза и Переездки Большого Приза, а итоговая оценка рассчитывалась, как среднее значение оценок за два теста.
| Соревнование      | Спортсмены                                                               | Большой Приз                   | Большой Приз | Переездка Большого Приза | Переездка Большого Приза | КЮР Большого Приза    | КЮР Большого Приза    | Всего     | Всего |
| Соревнование      | Спортсмены                                                               | Результат                      | Место        | Результат                | Место                    | Результат             | Место                 | Результат | Место |
| ----------------- | ------------------------------------------------------------------------ | ------------------------------ | ------------ | ------------------------ | ------------------------ | --------------------- | --------------------- | --------- | ----- |
| личная выездка    | Эдвард Гал лошадь — Voice                                                | 75,271                         | 16 Q         |                          |                          |                       |                       |           |       |
| личная выездка    | Ханс Петер Миндерхауд лошадь — Johnson                                   | 76,957                         | 9 Q          |                          |                          |                       |                       |           |       |
| личная выездка    | Дидерик ван Сливхаут лошадь — Arlando                                    | 75,900                         | 13 Q         |                          |                          |                       |                       |           |       |
| личная выездка    | Аделин Корнелиссен лошадь — Parzival                                     | RT                             | —            | завершила выступление    | завершила выступление    | завершила выступление | завершила выступление |           |       |
| командная выездка | Эдвард Гал Ханс Петер Миндерхауд Дидерик ван Сливхаут Аделин Корнелиссен | 76,043 75,271 76,957 75,900 RT | 4 Q          |                          |                          | не проводится         | не проводится         |           |       |

Троеборье
Троеборье состоит из манежной езды, полевых испытаний и конкура. В выездке оценивается степень контроля всадника над лошадью и способность выполнить обязательные элементы выступления. Также при выступлении оценивается внешний вид лошади и всадника. Жюри выставляет, как положительные оценки за удачно выполненные упражнения, так и штрафные баллы за различного рода ошибки. После окончания выступления по специальной формуле вычисляется количество штрафных очков. Соревнования по кроссу требуют от лошади и её наездника высокой степени физической подготовленности и выносливости. Дистанция для кросса достаточно протяжённая и имеет множество препятствий различного типа. Штрафные очки во время кросса начисляются за сбитые препятствия, за превышение лимита времени и за опасную езду. В конкуре за каждое сбитое препятствие спортсмену начисляются 4 штрафных балла, а за превышение лимита времени 1 штрафное очко (за каждую каждую, сверх нормы времени, начатую секунду).
| Соревнование        | Спортсмены                                               | Выездка | Кросс  | Кросс | Конкур               | Конкур               | Финальный конкур      | Финальный конкур      | Всего                | Всего                |                      |                      |
| Соревнование        | Спортсмены                                               | Штраф   | Штраф  | Штраф | Штраф                | Штраф                | Штраф                 | Штраф                 | Всего                | Всего                |                      |                      |
| Соревнование        | Спортсмены                                               | Баллы   | Прыжки | Время | Прыжки               | Время                | Прыжки                | Время                 | Результат            | Место                |                      |                      |
| ------------------- | -------------------------------------------------------- | ------- | ------ | ----- | -------------------- | -------------------- | --------------------- | --------------------- | -------------------- | -------------------- | -------------------- | -------------------- |
| личное троеборье    | Мерел Блом лошадь — Rumour has It                        | 54,40   | 0,00   | 12,00 | 0                    | 2,00                 | 8                     | 0,00                  | 76,40                | 19                   |                      |                      |
| личное троеборье    | Тим Липс лошадь — Bayro                                  | 46,00   | 0,00   | 28,00 | 8                    | 0,00                 | 0                     | 0,00                  | 82,00                | 21                   |                      |                      |
| личное троеборье    | Алис Набер-Лоземан лошадь — Peter Parker                 | 46,20   | 20,00  | 32,00 | 4                    | 0,00                 | завершила выступление | завершила выступление | 102,20               | 32                   |                      |                      |
| личное троеборье    | Тео ван де Вендел лошадь — Zindane                       | 65,70   | DSQ    | DSQ   | завершил выступление | завершил выступление | завершил выступление  | завершил выступление  | завершил выступление | завершил выступление | завершил выступление | завершил выступление |
| командное троеборье | Мерел Блом Тим Липс Алис Набер-Лоземан Тео ван де Вендел | 146,60  | 92,00  | 92,00 | 14,00                | 14,00                | не проводится         | не проводится         | 252,60               | 6                    |                      |                      |

Конкур
В каждом из раундов спортсменам необходимо было пройти дистанцию с разным количеством препятствий и разным лимитом времени. За каждое сбитое препятствие спортсмену начислялось 4 штрафных балла, за превышение лимита времени 1 штрафное очко (за каждые 5 секунд). В финал личного первенства могло пройти только три спортсмена от одной страны. Командный конкур проводился в рамках второго и третьего раунда индивидуальной квалификации. В зачёт командных соревнований шли три лучших результата, показанные спортсменами во время личного первенства. Если спортсмен выбывал из индивидуальных соревнований после первого или второго раундов, то он всё равно продолжал свои выступления, но результаты при этом шли только в командный зачёт.
| Соревнование     | Спортсмены                                                      | Квалификация  | Квалификация  | Квалификация | Квалификация | Квалификация | Квалификация | Квалификация | Квалификация | Финал         | Финал         | Финал         | Финал         | Финал         | Итоговое место |
| Соревнование     | Спортсмены                                                      | 1 раунд       | 1 раунд       | 2 раунд      | Всего        | Всего        | 3 раунд      | Всего        | Всего        | Финал A       | Финал A       | Финал B       | Всего         | Всего         | Итоговое место |
| Соревнование     | Спортсмены                                                      | Штраф         | Место         | Штраф        | Штраф        | Место        | Штраф        | Штраф        | Место        | Штраф         | Место         | Штраф         | Штраф         | Место         | Итоговое место |
| ---------------- | --------------------------------------------------------------- | ------------- | ------------- | ------------ | ------------ | ------------ | ------------ | ------------ | ------------ | ------------- | ------------- | ------------- | ------------- | ------------- | -------------- |
| личный конкур    | Йерун Дуббелдам лошадь — Zenith                                 |               |               |              |              |              |              |              |              |               |               |               |               |               |                |
| личный конкур    | Харри Смолдерс лошадь — Emerald                                 |               |               |              |              |              |              |              |              |               |               |               |               |               |                |
| личный конкур    | Майкел ван дер Влётен лошадь — Verdi                            |               |               |              |              |              |              |              |              |               |               |               |               |               |                |
| личный конкур    | Юр Врилинг лошадь — Zirocco Blue                                |               |               |              |              |              |              |              |              |               |               |               |               |               |                |
| командный конкур | Йерун Дуббелдам Харри Смолдерс Майкел ван дер Влётен Юр Врилинг | не проводится | не проводится |              |              |              |              |              |              | не проводится | не проводится | не проводится | не проводится | не проводится |                |

### Лёгкая атлетика
Мужчины
Беговые дисциплины
| Дисциплина            | Спортсмен                                                            | Предварительный раунд | Предварительный раунд | Предварительный раунд | Четвертьфиналы | Четвертьфиналы | Четвертьфиналы | Полуфиналы | Полуфиналы | Полуфиналы | Финал | Финал |
| Дисциплина            | Спортсмен                                                            | Забег                 | Время                 | Место                 | Забег          | Время          | Место          | Забег      | Время      | Место      | Время | Место |
| --------------------- | -------------------------------------------------------------------- | --------------------- | --------------------- | --------------------- | -------------- | -------------- | -------------- | ---------- | ---------- | ---------- | ----- | ----- |
| бег на 100 метров     | Чуранди Мартина                                                      |                       |                       |                       |                |                |                |            |            |            |       |       |
| бег на 100 метров     | Соломон Бокари                                                       |                       |                       |                       |                |                |                |            |            |            |       |       |
| бег на 200 метров     | Чуранди Мартина                                                      |                       |                       |                       |                |                |                |            |            |            |       |       |
| бег на 200 метров     | Соломон Бокари                                                       |                       |                       |                       |                |                |                |            |            |            |       |       |
| бег на 400 метров     | Лимарвин Боневасия                                                   |                       |                       |                       | не проводится  | не проводится  | не проводится  |            |            |            |       |       |
| Эстафета              | Предварительный раунд                                                | Предварительный раунд | Предварительный раунд | Предварительный раунд | Полуфинал      | Полуфинал      | Полуфинал      | Финал      | Финал      | Финал      | Финал | Финал |
| Эстафета              | Состав                                                               | Забег                 | Время                 | Место                 | Забег          | Время          | Место          | Состав     | Состав     | Состав     | Время | Место |
| эстафета 4×100 метров | Соломон Бокари Хенсли Паулина Лимарвин Боневасия Джованни Кодрингтон |                       |                       |                       | не проводится  | не проводится  | не проводится  |            |            |            |       |       |

 Шоссейные дисциплины
| Дисциплина | Спортсмен   | Время | Место | Отставание |
| ---------- | ----------- | ----- | ----- | ---------- |
| марафон    | Абди Нагейе |       |       |            |

Технические дисциплины
| Дисциплина     | Спортсмен     | Квалификация | Квалификация | Финал     | Финал |
| Дисциплина     | Спортсмен     | Результат    | Место        | Результат | Место |
| -------------- | ------------- | ------------ | ------------ | --------- | ----- |
| тройной прыжок | Фабиан Флоран |              |              |           |       |

 Многоборье
| Дисциплина  | Спортсмен        | Параметр  | 100 м | длина | ядро | высота | 400 м | 110 м с/б | диск | шест | копьё | 1500 м | Всего очков | Итоговое место |
| ----------- | ---------------- | --------- | ----- | ----- | ---- | ------ | ----- | --------- | ---- | ---- | ----- | ------ | ----------- | -------------- |
| десятиборье | Питер Браун      | Результат |       |       |      |        |       |           |      |      |       |        |             |                |
| десятиборье | Питер Браун      | Очки      |       |       |      |        |       |           |      |      |       |        |             |                |
| десятиборье | Питер Браун      | Место     |       |       |      |        |       |           |      |      |       |        |             |                |
| десятиборье | Элко Синтниколас | Результат |       |       |      |        |       |           |      |      |       |        |             |                |
| десятиборье | Элко Синтниколас | Очки      |       |       |      |        |       |           |      |      |       |        |             |                |
| десятиборье | Элко Синтниколас | Место     |       |       |      |        |       |           |      |      |       |        |             |                |

Женщины
 Беговые дисциплины
| Дисциплина                    | Спортсмен                                                      | Предварительный раунд | Предварительный раунд | Предварительный раунд | Четвертьфиналы | Четвертьфиналы | Четвертьфиналы | Полуфиналы    | Полуфиналы    | Полуфиналы    | Финал | Финал |
| Дисциплина                    | Спортсмен                                                      | Забег                 | Время                 | Место                 | Забег          | Время          | Место          | Забег         | Время         | Место         | Время | Место |
| ----------------------------- | -------------------------------------------------------------- | --------------------- | --------------------- | --------------------- | -------------- | -------------- | -------------- | ------------- | ------------- | ------------- | ----- | ----- |
| бег на 100 метров             | Дафне Схипперс                                                 |                       |                       |                       |                |                |                |               |               |               |       |       |
| бег на 200 метров             | Дафне Схипперс                                                 |                       |                       |                       |                |                |                |               |               |               |       |       |
| бег на 200 метров             | Ямиле Самуэль                                                  |                       |                       |                       |                |                |                |               |               |               |       |       |
| бег на 200 метров             | Тесса ван Схаген                                               |                       |                       |                       |                |                |                |               |               |               |       |       |
| бег на 800 метров             | Сифан Хассан                                                   |                       |                       |                       | не проводится  | не проводится  | не проводится  |               |               |               |       |       |
| бег на 1500 метров            | Сифан Хассан                                                   |                       |                       |                       | не проводится  | не проводится  | не проводится  |               |               |               |       |       |
| бег на 1500 метров            | Маурен Костер                                                  |                       |                       |                       | не проводится  | не проводится  | не проводится  |               |               |               |       |       |
| бег на 5000 метров            | Сюзан Кёйкен                                                   |                       |                       |                       | не проводится  | не проводится  | не проводится  | не проводится | не проводится | не проводится |       |       |
| бег на 10 000 метров          | Сюзан Кёйкен                                                   | не проводится         | не проводится         | не проводится         | не проводится  | не проводится  | не проводится  | не проводится | не проводится | не проводится |       |       |
| бег на 10 000 метров          | Йип Вастенбург                                                 | не проводится         | не проводится         | не проводится         | не проводится  | не проводится  | не проводится  | не проводится | не проводится | не проводится |       |       |
| бег на 100 метров с барьерами | Надин Виссер                                                   |                       |                       |                       | не проводится  | не проводится  | не проводится  |               |               |               |       |       |
| Эстафета                      | Предварительный раунд                                          | Предварительный раунд | Предварительный раунд | Предварительный раунд | Полуфинал      | Полуфинал      | Полуфинал      | Финал         | Финал         | Финал         | Финал | Финал |
| Эстафета                      | Состав                                                         | Забег                 | Время                 | Место                 | Забег          | Время          | Место          | Состав        | Состав        | Состав        | Время | Место |
| эстафета 4×100 метров         | Ямиле Самуэль Дафне Схипперс Тесса ван Схаген Наоми Седней     |                       |                       |                       | не проводится  | не проводится  | не проводится  |               |               |               |       |       |
| эстафета 4×400 метров         | Мадия Гафур Лаура де Витте Лизанна де Витте Никки ван Лойверен |                       |                       |                       | не проводится  | не проводится  | не проводится  |               |               |               |       |       |

 Шоссейные дисциплины
| Дисциплина | Спортсмен      | Время | Место | Отставание |
| ---------- | -------------- | ----- | ----- | ---------- |
| марафон    | Андреа Делстра |       |       |            |

 Технические дисциплины
| Дисциплина      | Спортсмен         | Квалификация | Квалификация | Финал     | Финал |
| Дисциплина      | Спортсмен         | Результат    | Место        | Результат | Место |
| --------------- | ----------------- | ------------ | ------------ | --------- | ----- |
| прыжок с шестом | Фемке Плёйм       | 4,15 м       | 29           |           |       |
| толкание ядра   | Мелисса Букельман | 17,69 м      | 15           |           |       |

 Многоборье
| Дисциплина | Спортсмен     | Параметр  | 100 м с/б | высота | ядро | 200 м | длина | копьё | 800 м | Всего очков | Итоговое место |
| ---------- | ------------- | --------- | --------- | ------ | ---- | ----- | ----- | ----- | ----- | ----------- | -------------- |
| семиборье  | Надин Брурсен | Результат |           |        |      |       |       |       |       |             |                |
| семиборье  | Надин Брурсен | Очки      |           |        |      |       |       |       |       |             |                |
| семиборье  | Надин Брурсен | Место     |           |        |      |       |       |       |       |             |                |
| семиборье  | Анук Веттер   | Результат |           |        |      |       |       |       |       |             |                |
| семиборье  | Анук Веттер   | Очки      |           |        |      |       |       |       |       |             |                |
| семиборье  | Анук Веттер   | Место     |           |        |      |       |       |       |       |             |                |
| семиборье  | Надин Виссер  | Результат |           |        |      |       |       |       |       |             |                |
| семиборье  | Надин Виссер  | Очки      |           |        |      |       |       |       |       |             |                |
| семиборье  | Надин Виссер  | Место     |           |        |      |       |       |       |       |             |                |

### Настольный теннис
Соревнования по настольному теннису проходили по системе плей-офф. Каждый матч продолжался до тех пор, пока один из теннисистов не выигрывал 4 партии. Сильнейшие 16 спортсменов начинали соревнования с третьего раунда, следующие 16 по рейтингу стартовали со второго раунда.
Женщины
| Соревнование     | Спортсмены                  | Квалификация       | Первый раунд       | Второй раунд          | Третий раунд         | 1/8 финала            | 1/4 финала            | Полуфинал             | Финал                 | Место                 |
| Соревнование     | Спортсмены                  | Соперник Результат | Соперник Результат | Соперник Результат    | Соперник Результат   | Соперник Результат    | Соперник Результат    | Соперник Результат    | Соперник Результат    | Место                 |
| ---------------- | --------------------------- | ------------------ | ------------------ | --------------------- | -------------------- | --------------------- | --------------------- | --------------------- | --------------------- | --------------------- |
| одиночный разряд | Ли Цзе (11)                 | не участвовала     | не участвовала     | не участвовала        | FRAЛи Сюэ (30) П 3:4 | завершила выступление | завершила выступление | завершила выступление | завершила выступление | завершила выступление |
| одиночный разряд | Ли Цзяо (20)                | не участвовала     | не участвовала     | THAС. Сутхасини В 4:2 | AUTЛю Цзя (16) П 1:4 | завершила выступление | завершила выступление | завершила выступление | завершила выступление | завершила выступление |
| командный разряд | Ли Цзе Ли Цзяо Бритт Эрланд | не проводится      | не проводится      | не проводится         | не проводится        | Австрия · :           |                       |                       |                       |                       |

### Парусный спорт
Соревнования по парусному спорту в каждом из классов состояли из 10 гонок, за исключением класса 49-й, где проводилось 12 заездов. В каждой гонке спортсмены начинали заплыв с общего старта. Победителем каждой из гонок становился экипаж, первым пересекший финишную черту. Количество очков, идущих в общий зачёт, соответствовало занятому командой месту. 10 лучших экипажей по результатам 10 заплывов попадали в медальную гонку, результаты которой также шли в общий зачёт. В медальной гонке, очки, полученные экипажем удваивались. В случае если участник соревнований не смог завершить гонку ему начислялось количество очков, равное количеству участников плюс один. При итоговом подсчёте очков не учитывался худший результат, показанный экипажем в одной из гонок. Сборная, набравшая наименьшее количество очков, становится олимпийским чемпионом.
Мужчины
| Класс | Спортсмены              | Гонка | Гонка | Гонка | Гонка | Гонка | Гонка | Гонка | Гонка | Гонка | Гонка | Гонка         | Гонка         | Гонка | Очки | Место |
| Класс | Спортсмены              | 1     | 2     | 3     | 4     | 5     | 6     | 7     | 8     | 9     | 10    | 11            | 12            | M     | Очки | Место |
| ----- | ----------------------- | ----- | ----- | ----- | ----- | ----- | ----- | ----- | ----- | ----- | ----- | ------------- | ------------- | ----- | ---- | ----- |
| RS:X  | Дориан ван Рейсселберге |       |       |       |       |       |       |       |       |       |       | не проводится | не проводится |       |      |       |
| Лазер | Рутгер ван Шарденбург   |       |       |       |       |       |       |       |       |       |       | не проводится | не проводится |       |      |       |
| Финн  | Питер-Ян Постма         |       |       |       |       |       |       |       |       |       |       | не проводится | не проводится |       |      |       |

Женщины
В классе Лазер Радиал Нидерланды представляла двукратная чемпионка мира Марит Бауместер, которая при этом на момент начала Игр занимала первое место в мировом рейтинге. Соревнования швертботов прошли в упорной борьбе. Лишьв одной гонке Бауместер смогла прийти к финишу первой, но стабильно высокие результаты, показанные в других гонках позволили голландке, с небольшим отрывом от ближайшей соперницы, занять общее первое место, принеся тем самым для сборной Нидерландов уже вторую золотую медаль в парусном спорте. Последний раз голландские яхстмены добивались такого результата на Играх 1920 года.
| Класс        | Спортсмены                               | Гонка | Гонка | Гонка | Гонка | Гонка | Гонка | Гонка | Гонка | Гонка | Гонка | Гонка         | Гонка         | Гонка | Очки | Место |
| Класс        | Спортсмены                               | 1     | 2     | 3     | 4     | 5     | 6     | 7     | 8     | 9     | 10    | 11            | 12            | M     | Очки | Место |
| ------------ | ---------------------------------------- | ----- | ----- | ----- | ----- | ----- | ----- | ----- | ----- | ----- | ----- | ------------- | ------------- | ----- | ---- | ----- |
| RS:X         | Лилиан де Гёс                            |       |       |       |       |       |       |       |       |       |       | не проводится | не проводится |       |      |       |
| 470          | Афродите Зегерс-Киранаку Аннелус ван Вен |       |       |       |       |       |       |       |       |       |       | не проводится | не проводится |       |      |       |
| Лазер Радиал | Марит Бауместер                          | 6     | 4     | 14    | 4     | 1     | 6     | 6     | 13    | 5     | 2     | не проводится | не проводится | 14    | 61   | 1     |
| 49-й FX      | Аннемик Беккеринг Аннетт Дютц            |       |       |       |       |       |       |       |       |       |       |               |               |       |      |       |

Открытый класс
Соревнования в олимпийском классе катамаранов Накра 17 дебютируют в программе летних Олимпийских игр. Каждый экипаж представлен смешанным дуэтом яхтсменов.
| Класс    | Спортсмены                  | Гонка | Гонка | Гонка | Гонка | Гонка | Гонка | Гонка | Гонка | Гонка | Гонка | Гонка | Очки | Место |
| Класс    | Спортсмены                  | 1     | 2     | 3     | 4     | 5     | 6     | 7     | 8     | 9     | 10    | M     | Очки | Место |
| -------- | --------------------------- | ----- | ----- | ----- | ----- | ----- | ----- | ----- | ----- | ----- | ----- | ----- | ---- | ----- |
| Накра 17 | Коэн де Кёнинг Манди Мюлдер |       |       |       |       |       |       |       |       |       |       |       |      |       |

### Стрельба из лука
В квалификации соревнований лучники выполняют 12 серий выстрелов по 6 стрел с расстояния 70 метров. По итогам предварительного раунда составляется сетка плей-офф, где в 1/32 финала 1-й номер посева встречается с 64-м, 2-й с 63-м и.т.д. В поединках на выбывание спортсмены выполняют по три выстрела. Участник, набравший за эту серию больше очков получает 2 очка. Если же оба лучника набрали одинаковое количество баллов, то они получают по одному очку. Победителем пары становится лучник, первым набравший 6 очков.
Мужчины
| Соревнование              | Спортсмены                                     | Квалификация | Квалификация | 1/32 финала               | 1/16 финала            | 1/8 финала           | Четвертьфинал                | Полуфинал             | Финал                 | Место |
| Соревнование              | Спортсмены                                     | Результат    | Место        | Соперник Результат        | Соперник Результат     | Соперник Результат   | Соперник Результат           | Соперник Результат    | Соперник Результат    | Место |
| ------------------------- | ---------------------------------------------- | ------------ | ------------ | ------------------------- | ---------------------- | -------------------- | ---------------------------- | --------------------- | --------------------- | ----- |
| индивидуальное первенство | Шеф ван ден Берг                               | 684          | 4            | TGAС. Таумоэпо (61) В 7:3 | TURМ. Газоз (29) В 7:3 |                      |                              |                       |                       |       |
| индивидуальное первенство | Рик ван дер Вен                                | 663          | 27           | GBRП. Хьюстон (38) П 4:6  | завершил выступление   | завершил выступление | завершил выступление         | завершил выступление  | завершил выступление  | 33    |
| индивидуальное первенство | Митч Дилеманс                                  | 634          | 58           | JPNТ. Фурукава (7) П 1:7  | завершил выступление   | завершил выступление | завершил выступление         | завершил выступление  | завершил выступление  | 33    |
| командное первенство      | Шеф ван ден Берг Рик ван дер Вен Митч Дилеманс | 1981         | 9            | не проводится             | не проводится          | Испания (8) · В 5:1  | Республика Корея (1) · П 0:6 | завершили выступление | завершили выступление | 7     |

### Теннис
Соревнования пройдут на кортах олимпийского теннисного центра. Теннисные матчи будут проходить на кортах с твёрдым покрытием DecoTurf, на которых также проходит и Открытый чемпионат США.
Мужчины
| Соревнование     | Спортсмены                  | 1/32 финала            | 1/16 финала                            | 1/8 финала            | Четвертьфинал         | Полуфинал             | Финал                 | Место                 |
| Соревнование     | Спортсмены                  | Соперник Результат     | Соперник Результат                     | Соперник Результат    | Соперник Результат    | Соперник Результат    | Соперник Результат    | Место                 |
| ---------------- | --------------------------- | ---------------------- | -------------------------------------- | --------------------- | --------------------- | --------------------- | --------------------- | --------------------- |
| одиночный разряд | Робин Хасе                  | PORЖ. Соуза П 1:6, 5:7 | завершил выступление                   | завершил выступление  | завершил выступление  | завершил выступление  | завершил выступление  | завершил выступление  |
| парный разряд    | Жан-Жюльен Ройер Робин Хасе | Не проводится          | ESPМ. Лопес / Р. Надаль (6) П 4:6, 4:6 | завершили выступление | завершили выступление | завершили выступление | завершили выступление | завершили выступление |

Женщины
| Соревнование     | Спортсмены   | 1/32 финала                  | 1/16 финала           | 1/8 финала            | Четвертьфинал         | Полуфинал             | Финал                 | Место                 |
| Соревнование     | Спортсмены   | Соперник Результат           | Соперник Результат    | Соперник Результат    | Соперник Результат    | Соперник Результат    | Соперник Результат    | Место                 |
| ---------------- | ------------ | ---------------------------- | --------------------- | --------------------- | --------------------- | --------------------- | --------------------- | --------------------- |
| одиночный разряд | Кики Бертенс | ITAС. Эррани П 6:2, 4:6, 3:6 | завершила выступление | завершила выступление | завершила выступление | завершила выступление | завершила выступление | завершила выступление |

### Триатлон
Соревнования по триатлону пройдут на территории форта Копакабана. Дистанция состоит из 3-х этапов — плавание (1,5 км), велоспорт (43 км), бег (10 км).
Женщины
| Соревнование              | Спортсмены   | Плавание | Смена | Велоспорт | Смена | Бег | Итоговое время | Место | Отставание |
| ------------------------- | ------------ | -------- | ----- | --------- | ----- | --- | -------------- | ----- | ---------- |
| индивидуальное первенство | Рахел Кламер |          |       |           |       |     |                |       |            |

### Тхэквондо
Соревнования по тхэквондо проходят по системе с выбыванием. Для победы в турнире спортсмену необходимо одержать 4 победы. Тхэквондисты, проигравшие по ходу соревнований будущим финалистам, принимают участие в утешительном турнире за две бронзовые медали.
Женщины
| Категория   | Спортсмены   | Первый раунд       | Четвертьфинал      | Полуфинал          | Финал              | Место |
| Категория   | Спортсмены   | Соперник Результат | Соперник Результат | Соперник Результат | Соперник Результат | Место |
| ----------- | ------------ | ------------------ | ------------------ | ------------------ | ------------------ | ----- |
| свыше 67 кг | Ресхми Огинк |                    |                    |                    |                    |       |

### Фехтование
В индивидуальных соревнованиях спортсмены сражаются три раунда по три минуты, либо до того момента, как один из спортсменов нанесёт 15 уколов. В командных соревнованиях поединок идёт 9 раундов по 3 минуты каждый, либо до 45 уколов. Если по окончании времени в поединке зафиксирован ничейный результат, то назначается дополнительная минута до «золотого» укола.
Мужчины
| Соревнование         | Спортсмены        | 1/32 финала        | 1/16 финала              | 1/8 финала           | Четвертьфинал        | Полуфинал            | Финал                | Место |
| Соревнование         | Спортсмены        | Соперник Результат | Соперник Результат       | Соперник Результат   | Соперник Результат   | Соперник Результат   | Соперник Результат   | Место |
| -------------------- | ----------------- | ------------------ | ------------------------ | -------------------- | -------------------- | -------------------- | -------------------- | ----- |
| индивидуальная шпага | Бас Вервейлен (8) | не участвовал      | RUSА. Авдеев (25) П 9:15 | завершил выступление | завершил выступление | завершил выступление | завершил выступление | 18    |

### Хоккей на траве

#### Мужчины
Мужская сборная Нидерландов квалифицировалась на Игры, завоевав золотые медали чемпионата Европы 2015 года.
Состав
| Номер         | Имя     | Дата рождения | Рост, см | Вес, кг | Клуб    | Игры    | Голы    |
| Вратари       | Вратари | Вратари       | Вратари  | Вратари | Вратари | Вратари | Вратари |
| ------------- | ------- | ------------- | -------- | ------- | ------- | ------- | ------- |
|               |         |               |          |         |         |         |         |
| Защитники     |         |               |          |         |         |         |         |
|               |         |               |          |         |         |         |         |
| Полузащитники |         |               |          |         |         |         |         |
|               |         |               |          |         |         |         |         |
| Нападающие    |         |               |          |         |         |         |         |
|               |         |               |          |         |         |         |         |

| Имя                  | Гражданство | Дата рождения |
| -------------------- | ----------- | ------------- |
| Максимилиано Кальдас | Аргентина   | 9 марта 1973  |

Результаты
Групповой этап (Группа B)
| Место | Команда    | И | В | Н | П | ГЗ | ГП | +/- | Очки |
| ----- | ---------- | - | - | - | - | -- | -- | --- | ---- |
| 1     | Германия   | 5 | 4 | 1 | 0 | 17 | 10 | +7  | 13   |
| 2     | Нидерланды | 5 | 3 | 1 | 1 | 18 | 6  | +12 | 10   |
| 3     | Аргентина  | 5 | 2 | 2 | 1 | 14 | 12 | +2  | 8    |
| 4     | Индия      | 5 | 2 | 1 | 2 | 9  | 9  | +0  | 7    |
| 5     | Ирландия   | 5 | 1 | 0 | 4 | 10 | 16 | -6  | 3    |
| 6     | Канада     | 5 | 0 | 1 | 4 | 7  | 22 | -15 | 1    |

| 6 августа 2016 10:00 UTC-3               | \| Аргентина \| 3:3 (0:0, 1:1, 0:2, 2:0) Протокол \| Нидерланды \| \| Лукас Вила 29', 49' · Матиас Паредес 54' \| Голы \| Йерун Херцбергер 19' · Минк ван дер Верден 36' · Сев ван Асс 43' \| | Олимпийский хоккейный центр, Рио-де-Жанейро Судьи: Мартин Мэдден, Адам Кирнс |
| Аргентина                                | 3:3 (0:0, 1:1, 0:2, 2:0) Протокол | Нидерланды                                                                   |
| Лукас Вила 29', 49' · Матиас Паредес 54' | Голы | Йерун Херцбергер 19' · Минк ван дер Верден 36' · Сев ван Асс 43'             |

| 7 августа 2016 18:00 UTC-3                                                              | \| Нидерланды \| 5:0 (2:0, 0:0, 2:0, 1:0) Протокол \| Ирландия \| \| Минк ван дер Верден 7', 40' · Йоррит Крон 8' · Мирко Прёйсер 42' · Йерун Херцбергер 60' \| Голы \| \| | Олимпийский хоккейный центр, Рио-де-Жанейро Судьи: Нэтан Стагно, ТИм Пуллмен |
| Нидерланды                                                                              | 5:0 (2:0, 0:0, 2:0, 1:0) Протокол | Ирландия                                                                     |
| Минк ван дер Верден 7', 40' · Йоррит Крон 8' · Мирко Прёйсер 42' · Йерун Херцбергер 60' | Голы |                                                                              |

| 9 августа 2016 13:30 UTC-3                                                                                  | \| Нидерланды \| 7:0 (1:0, 2:0, 1:0, 3:0) Протокол \| Канада \| \| Севериано ван Асс 9' · Минк ван дер Верден 25', 52', 60' · Йерун Херцбергер 29', 41' · Роберт Кемперман 58' \| Голы \| \| | Олимпийский хоккейный центр, Рио-де-Жанейро Судьи: Мюррей Грайм Нейтан Стагно |
| Нидерланды                                                                                                  | 7:0 (1:0, 2:0, 1:0, 3:0) Протокол | Канада                                                                        |
| Севериано ван Асс 9' · Минк ван дер Верден 25', 52', 60' · Йерун Херцбергер 29', 41' · Роберт Кемперман 58' | Голы |                                                                               |

| 11 августа 2016 10:00 UTC-3 | \| Нидерланды \| \| Индия \| | Олимпийский хоккейный центр, Рио-де-Жанейро |
| Нидерланды                  |                              | Индия                                       |

| 12 августа 2016 13:30 UTC-3 | \| Германия \| \| Нидерланды \| | Олимпийский хоккейный центр, Рио-де-Жанейро |
| Германия                    |                                 | Нидерланды                                  |

#### Женщины
Женская сборная Нидерландов квалифицировалась на Игры по итогам полуфинала Мировой лиги 2014/15.
Состав
| Номер         | Имя                         | Дата рождения    | Рост, см | Вес, кг | Клуб        | Игры    | Голы    |
| Вратари       | Вратари                     | Вратари          | Вратари  | Вратари | Вратари     | Вратари | Вратари |
| ------------- | --------------------------- | ---------------- | -------- | ------- | ----------- | ------- | ------- |
| 1             | Джойс Сомбрук               | 10 сентября 1990 | 179      |         | Ларенсе     |         |         |
| Защитники     |                             |                  |          |         |             |         |         |
| 7             | Виллемейн Бос               | 2 мая 1988       | 181      | 69      | Ларенсе     |         |         |
| 13            | Кайа ван Масаккер           | 5 апреля 1989    | 180      |         | СКХК        |         |         |
| 17            | Мартье Паумен               | 19 сентября 1985 | 175      |         | Хертогенбос |         |         |
| Полузащитники |                             |                  |          |         |             |         |         |
| 6             | Лаурин Лёринк               |                  |          |         | Ларенсе     |         |         |
| 8             | Марлус Кетелс               | 4 мая 1993       | 174      |         | Хертогенбос |         |         |
| 9             | Карлин Дирксе ван дер Хёвел | 16 апреля 1987   | 170      | 56      | СКХК        |         |         |
| 18            | Наоми ван Ас                | 26 июля 1983     | 179      | 64      | Ларенсе     |         |         |
| 19            | Эллен Хог                   | 23 марта 1989    | 169      | 58      | Амстердамсе |         |         |
| 23            | Маргот ван Геффен           | 23 ноября 1989   | 181      | 62      | Хертогенбос |         |         |
| 24            | Эва Де Гуде                 | 26 марта 1986    | 164      | 56      | Амстердамсе |         |         |
| Нападающие    |                             |                  |          |         |             |         |         |
| 3             | Ксан де Вард                | 8 ноября 1995    |          |         | СКХК        |         |         |
| 4             | Китти ван Мале              | 5 июня 1988      |          |         | Амстердамсе |         |         |
| 10            | Келли Йонкер                | 23 мая 1990      | 159      | 56      | Амстердамсе |         |         |
| 11            | Мария Версхорен             | 22 апреля 1994   | 164      |         | Амстердамсе |         |         |
| 12            | Лидевей Велтен              | 16 июля 1990     | 169      |         | Хертогенбос |         |         |

| Имя          | Гражданство | Дата рождения |
| ------------ | ----------- | ------------- |
| Алисон Аннан | Австралия   | 12 июня 1973  |

Результат
Групповой этап (Группа A)
| Место | Команда          | И | В | Н | П | ГЗ | ГП | +/- | Очки |
| ----- | ---------------- | - | - | - | - | -- | -- | --- | ---- |
| 1     | Нидерланды       | 5 | 4 | 1 | 0 | 13 | 1  | +12 | 13   |
| 2     | Новая Зеландия   | 5 | 3 | 1 | 1 | 11 | 5  | +6  | 10   |
| 3     | Германия         | 5 | 2 | 1 | 2 | 6  | 6  | 0   | 7    |
| 4     | Испания          | 5 | 2 | 0 | 3 | 6  | 12 | -6  | 6    |
| 5     | Китай            | 5 | 1 | 2 | 2 | 3  | 5  | -2  | 5    |
| 6     | Республика Корея | 5 | 0 | 1 | 4 | 3  | 13 | -10 | 1    |

| 7 августа 2016 12:30 UTC-3                                                          | \| Нидерланды \| 5:0 (1:0, 3:0, 0:0, 1:0) Протокол \| Испания \| \| Лидевей Велтен 12' · Лаурин Лёринк 16' · Марлус Кетелс 19' · Мартье Паумен 23', 49' \| Голы \| \| | Олимпийский хоккейный центр, Рио-де-Жанейро Судьи: Эми Бакстер, Эмбер Чёрч |
| Нидерланды                                                                          | 5:0 (1:0, 3:0, 0:0, 1:0) Протокол | Испания                                                                    |
| Лидевей Велтен 12' · Лаурин Лёринк 16' · Марлус Кетелс 19' · Мартье Паумен 23', 49' | Голы |                                                                            |

| 8 августа 2016 17:00 UTC-3                                  | \| Нидерланды \| 4:0 (1:0, 1:0, 1:0, 1:0) Протокол \| Республика Корея \| \| Келли Йонкер 9', 30', 42' · Карлин Дирксе ван дер Хёвел 46' \| Голы \| \| | Олимпийский хоккейный центр, Рио-де-Жанейро Судьи: Келли Хадсон Сара Уилсон |
| Нидерланды                                                  | 4:0 (1:0, 1:0, 1:0, 1:0) Протокол | Республика Корея                                                            |
| Келли Йонкер 9', 30', 42' · Карлин Дирксе ван дер Хёвел 46' | Голы |                                                                             |

| 10 августа 2016 18:00 UTC-3 | \| Китай \| 0:1 (0:0, 0:0, 0:0, 0:1) Протокол \| Нидерланды \| \| \| Голы \| Китти ван Мале 59' \| | Олимпийский хоккейный центр, Рио-де-Жанейро Судьи: Келли Хадсон Каролина де ла Фуэнте |
| Китай                       | 0:1 (0:0, 0:0, 0:0, 0:1) Протокол                                                                  | Нидерланды                                                                            |
|                             | Голы                                                                                               | Китти ван Мале 59'                                                                    |

| 12 августа 2016 11:00 UTC-3 | \| Новая Зеландия \| \| Нидерланды \| | Олимпийский хоккейный центр, Рио-де-Жанейро |
| Новая Зеландия              |                                       | Нидерланды                                  |

| 13 августа 2016 12:30 UTC-3 | \| Нидерланды \| \| Германия \| | Олимпийский хоккейный центр, Рио-де-Жанейро |
| Нидерланды                  |                                 | Германия                                    |